# Xã Crow River, Quận Stearns, Minnesota
Xã Crow River (tiếng Anh: Crow River Township) là một xã thuộc quận Stearns, tiểu bang Minnesota, Hoa Kỳ. Năm 2010, dân số của xã này là 327 người.